# El fantasma del rei Leopold
El fantasma del rei Leopold (King Leopold's Ghost en l'original en anglès), és un llibre d'Adam Hochschild sobre l'explotació de l'Estat Lliure del Congo per part de Leopold II de Bèlgica entre 1885 i 1908. L'objectiu del llibre és treure a la llum els crims comesos pels governants blancs de l'Àfrica en aquest període. Després de ser rebutjat per 9 de 10 editors als Estats Units, el llibre va esdevenir en un inesperat èxit de vendes. El 2005 havia venut uns 400.000 exemplars en una dotzena d'idiomes.
El llibre serví de base per un documental del mateix nom, dirigit el 2006 per Pippa Scott, i narrat per Don Cheadle.

## Títol
El títol està pres del poema The Congo del poeta estatunidenc Vachel Lindsay. Condemnant les accions de Leopold, Lindsay escriu:
| Listen to the yell of Leopold's ghost, Burning in Hell for his hand-maimed host. Hear how the demons chuckle and yell Cutting his hands off, down in Hell. | Escolta l'udol del fantasma de Leopold, cremant a l'Infern per les seves legions de mancs Escolta com els dimomis riuen i criden Tallant les seves mans, avall a l'Infern. |

## Sinopsi
Hochschild descriu Leopold com un home avariciós, que, obsessionat pel desig d'una colònia, oculta les seves intencions reals rere propòsits "filantròpics". Mitjançant un complex muntatge d'intrigues polítiques, corrupció i propaganda, es guanya l'ajuda d'un dels grans exploradors del seu temps, Henry Morton Stanley, així com a l'opinió de poderosos estats. Mitjançant la Conferència de Berlín i altres esforços diplomàtics finalment obté el reconeixement internacional de la seva colònia. Estableix llavors un sistema de treballs forçats que manté els habitants de la conca del Congo en condicions de virtual esclavitud.
A l'apassionat llibre d'Hochschild el rei Leopold ocupa el seu lloc entre els grans tirans de la història. Redueix la població del seu feu privat de l'Estat Lliure del Congo de 20 milions d'habitants a 10 milions en 40 anys.
Els personatges destacats del llibre són els enemics de Leopold, tots aquells que van alertar al món sobre la realitat de l'Estat Lliure del Congo:
- George Washington Williams, un afroamericà polític i historiador, el primer a alertar sobre les atrocitats al Congo.
- William Henry Sheppard, un altre afroamericà, un missioner presbiterià que va proporcionar un testimoni directe sobre les atrocitats.
- Edmund Dene Morel, un periodista britànic i agent marítim que va entendre per mitjà dels documents comercials de l'Estat lliure del Congo que mentre milions de dòlars en cautxú i vori sortien del Congo, l'únic que hi anava eren rifles i cadenes. D'aquesta evidència va deduir que el Congo era un estat d'esclaus, i va dedicar la resta de la seva vida a combatre'l.
- Sir Roger Casement, diplomàtic britànic que impulsà el govern del seu país a afegir-se a les protestes internacionals contra els belgues. El compromís de Casement va tenir l'irònic efecte de desviar l'atenció sobre el colonialisme britànic, segons Hochschild. L'Associació per a la Reforma del Congo va ser formada seguint les investigacions de Casement.

Hochschild dedica un capítol a Joseph Conrad, el famós escriptor anglo-polonès, que era només un capità d'un vapor al Congo en els primers anys de la colonització belga. Hochschild observa que la novel·la de Conrad El cor de les tenebres, malgrat el seu tema abstracte i evocatiu, és, de fet, bastant realista en la descripció de l'Estat lliure del Congo i que el seu principal protagonista, Kurtz, s'inspira en funcionaris de l'Estat reals (i especialment, en Léon Rom). A causa del fet que El cor de les tenebres és probablement un dels llibres més coneguts del segle xx, les seves certeses psicològiques i morals són tan profundes que oculten la realitat literal. Hochschild troba quatre probables models per a Kurtz: homes que presumien de tallar els caps dels africans rebels i de vegades mostrar-los, tal com Kurtz fa en El cor de les Tenebres.

## Documentació i bibliografia
Adam Hochschild s'inspira en les investigacions de diversos historiadors, molts dels quals van ser belgues. Especialment cita Jules Marchal, un antic diplomàtic i funcionari belga que va passar vint anys de la seva vida tractant de trencar el silenci dels belgues sobre les matances. La documentació no va ser fàcil d'obtenir. Es diu que els forns a Brussel·les van estar cremant més d'una setmana papers que incriminaven Leopold II quan la seva propietat privada del Congo va passar a les mans de l'Estat belga, i durant molts anys, les autoritats belgues van evitar l'accés al que quedava dels arxius. Molta de la informació que Hochschild usa va ser acumulada pels enemics de Leopold.
Encara que gairebé cap dels especialistes en història africana, fora de Bèlgica, no qüestiona les altes xifres de morts en l'Estat lliure del Congo, la qüestió és encara delicada a la mateixa Bèlgica. El Museu Reial de l'Àfrica Central, fundat pel mateix Leopold II, va organitzar una exposició especial sobre el Congo colonial, i a la revista New York Review of Books, Hochschild va acusar al museu de distorsió i evasió.
També el 2005, els editors nord-americà i anglès de El fantasma del rei Leopold van reeditar el llibre amb un nou epíleg d'Hochschild, en el qual parla sobre les reaccions al llibre, la xifra de morts i els esdeveniments al Congo des de la seva publicació.

## Revisions i crítiques
Hochschild ha estat lloat pels crítics per la seva habilitat en narrar la història. Tot i que admetent que la majoria dels fets mostrats al llibre ja eren coneguts (encara que apareixien en llibres i documents no fàcils de trobar), la majoria dels historiadors i especialistes en l'Àfrica aprecia la seva capacitat per explicar la història amb precisió. El llibre d'Hochschild va ser lloat per especialistes africans tals com Robert Harms de la Universitat Yale i la guanyadora del Premi Nobel de literatura, la sud-africana Nadine Gordimer.
Hochschild ha dit que la seva intenció era explicar la història d'una manera que "tornés la vida als personatges, que tragués a la llum la dimensió moral que jeu després d'un gran crim i una gran croada". La seva elecció va ser la base del seu èxit. Però alguns crítics belgues van deplorar la seva comparació entre Leopold II i famosos assassins de masses com Hitler i Stalin.
L'historiador belga Jean Stengers, els treballs del qual se citen com a font a El fantasma del rei Leopold, va declarar en un article periodístic que els judicis morals d'Hochschild no eren "justificables respecte al lloc i l'època" i que les seves conclusions sobre l'escala del crim en massa es basaven en estadístiques incompletes. Va deixar també caure la sospita que l'objectivitat històrica del llibre d'Hochschild estava afectada pel desig d'atreure lectors, especialment els afroamericans.
Hochschild va ser criticat també per Barbara Emerson, autora d'una biografia de Leopold II, que va descriure el llibre d'Hochschild com "un treball molt vulgar" i va declarar que, "Leopold no va començar el genocidi. Ell ambicionava diners i va triar no interessar-se quan les coses es van escapar de control." (Hochschild, no obstant això mai no ha qualificat l'ocorregut al Congo com a genocidi. El fantasma del rei Leopold fa una distinció clara entre genocidi i morts en massa com a resultat d'un sistema de treballs forçats.)
Hochschild va replicar a Stengers, acusant-lo de no acceptar les implicacions de les seves pròpies investigacions. Encara que Stengers era "un historiador meticulós i de talent", estava condicionat per la seva visió colonialista. Hochschild declara que les estimacions sobre la reducció de població al Congo que cita al seu llibre estan preses, en part, directament del mateix Stengers.
Jules Marchal, al contrari, va mostrar la seva admiració pel llibre d'Hochschild. El va definir com "Una obra mestra, sense un simple error sobre les accions històriques que descriu." Ell mateix va recordar al públic que les conclusions d'Hochschild estaven confirmades pel seu propi treball sobre les fonts originals. Molts altres experts belgues en el període, com l'antropòloga Jan Vansina, també van recolzar Hochschild. I Isidore Ndaywel è Nziem, un historiador congolès la qual Història general del Congo va ser publicada el mateix any que El fantasma del rei Leopold, va calcular la xifra de morts en l'era de Leopoldo II i l'immediatament posterior en aproximadament 13 milions, una xifra més gran fins i tot que la de diversos historiadors que Hochschild cita.